# Дисклеймер

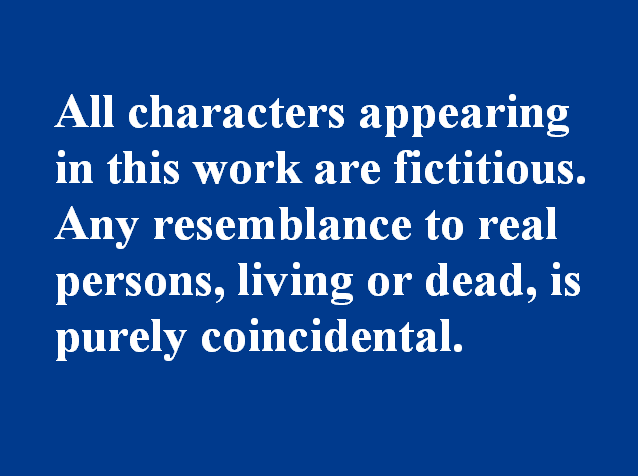
Типовий дисклеймер, що з'являється в титрах англомовних художніх фільмів, про те що всі персонажі є вигаданими і будь-який збіг із людьми, що живуть нині чи жили в минулому, випадковий

Дискле́ймер (англ. Disclaimer) — письмова відмова від відповідальності за можливі деліктні наслідки того чи іншого вчинку в результаті дій того, хто заявив про дану відмову, або третіх осіб. Під  деліктними  розуміються будь-які види відповідальності заявника. Дисклеймер з'явився й набув широкого поширення в Сполучених Штатах Америки, де він як і раніше застосовується скрізь, в тому числі і в побуті.

## Правова сутність явища
Широке поширення дисклеймерів у США пояснюється тією обставиною, що він деякою мірою «блокує» дію загальноправового принципу «незнання закону не звільняє від відповідальності за його порушення». Іншими словами, заявник розуміє можливу відповідальність за порушення закону (тобто знає закон), але водночас не гарантує того, що його вчинок спричинить відповідальність. В інших країнах, в тому числі країнах романо-германської правової сім'ї, дисклеймер також може застосовуватися, тільки він не буде нести в собі тієї юридичної сили, як у країнах англосаксонської правової сім'ї й відповідальність заявника все одно настане, незалежно від того, був заявлений дисклеймер або не був.

## Сфера використання
Дисклеймер широко застосовується в книговидавництві, пресі, кінематографі та в інших сферах.

## Приклади
1. ↑  «Видавництво не несе відповідальності і не надає гарантій у зв'язку з публікацією фактів, даних, результатів та іншої інформації»
2. ↑  «Редакція не несе відповідальності за зміст авторських матеріалів»
3. ↑  «Всі персонажі є вигаданими, та будь-який збіг з реально живими або померлими людьми випадковий»